# Championnats de France d'athlétisme 1994
Navigation
Championnats 1993 Championnats 1995
Les Championnats de France d'athlétisme « Élite » 1994 ont eu lieu du 22 au 24 juillet 1994 au Parc des sports d'Annecy. Le lancer du marteau féminin est disputé pour la première fois dans cette compétition.

## Palmarès
| Discipline        | Hommes                | Hommes          | Femmes                  | Femmes        |
| ----------------- | --------------------- | --------------- | ----------------------- | ------------- |
| 100 m             | Jean-Charles Trouabal | 10 s 38         | Odiah Sidibé            | 11 s 50       |
| 200 m             | Jean-Charles Trouabal | 20 s 40         | Odile Singa             | 23 s 46       |
| 400 m             | Stéphane Diagana      | 45 s 49         | Francine Landre         | 51 s 21       |
| 800 m             | Ousmane Diarra        | 1 min 45 s 93   | Patricia Djaté          | 2 min 00 s 38 |
| 1 500 m           | Samir Benfarès        | 3 min 36 s 54   | Blandine Bitzner-Ducret | 4 min 11 s 82 |
| 3 000 m           | -                     | -               | Farida Fatès            | 9 min 07 s 90 |
| 5 000 m           | Mohamed Ezzher        | 13 min 51 s 03  | -                       | -             |
| 100 m haies       | -                     | -               | Anne Piquereau          | 12 s 76       |
| 110 m haies       | Dan Philibert         | 13 s 53         | -                       | -             |
| 400 m haies       | Stéphane Caristan     | 50 s 45         | Carole Nelson           | 56 s 61       |
| 3 000 m steeple   | Ali Belghazi          | 8 min 31 s 24   | -                       | -             |
| 10 km marche      | -                     | -               | Nora Leksir             | 49 min 32 s   |
| 20 km marche      | Thierry Toutain       | 1 h 24 min 59 s | -                       | -             |
| Saut en longueur  | Serge Hélan           | 7,88 m          | Nadine Caster           | 6,50 m        |
| Triple saut       | Serge Hélan           | 16,99 m         | Betty Lise              | 13,92 m       |
| Saut en hauteur   | Jean-Charles Gicquel  | 2,30 m          | Sandrine Fricot         | 1,92 m        |
| Saut à la perche  | Jean Galfione         | 5,85 m          | -                       | -             |
| Lancer du poids   | Jean-Louis Lebon      | 17,64 m         | Annick Lefebvre         | 15,56 m       |
| Lancer du disque  | Frédéric Selle        | 54,14 m         | Agnès Teppe             | 55,40 m       |
| Lancer du marteau | Gilles Dupray         | 75,58 m         | Cécile Lignot           | 53,42 m       |
| Lancer du javelot | Pascal Lefevre        | 75,48 m         | Nadine Auzeil           | 61,00 m       |
| Décathlon         | Sébastien Levicq      | 8 043 pts       | -                       | -             |
| Heptathlon        | -                     | -               | Guilaine Graw           | 5 848 pts     |